# Brachyrhinodon taylori
Il brachirinodonte (Brachyrhinodon taylori Huene, 1910) è un rettile estinto, appartenente ai rincocefali. Visse all'inizio del Triassico superiore (Carnico, circa 220 milioni di anni fa). I suoi resti sono stati ritrovati nel giacimento di Elgin, in Scozia.

## Descrizione
Noto per pochi resti frammentari, questo animale era di piccole dimensioni (circa 20 centimetri di lunghezza), decisamente inferiori a quelle del suo attuale parente tuatara. Il corpo doveva assomigliare abbastanza a quello di una tozza lucertola. Il cranio era particolarmente corto (da qui il nome Brachyrhinodon, che significa "Sphenodon dal muso corto").

## Classificazione
Il brachirinodonte è uno dei più antichi rincocefali noti. Questo gruppo, attualmente rappresentato dal solo tuatara della Nuova Zelanda, era piuttosto diffuso nel Triassico e nel Giurassico. Descritto per la prima volta nel 1910 da Fredrich von Huene, il brachirinodonte è stato in seguito classificato in una sottofamiglia a sé stante (Brachyrhinodontinae, Kuhn 1969) o accostato ai generi Polysphenodon e Clevosaurus, anch'essi del Triassico.

## Stile di vita
Il muso particolarmente accorciato sembra essere stata una caratteristica specializzata di questo animale, e probabilmente era in correlazione con la sua dieta. Dai resti fossili, conservati come calchi nel giacimento di Elgin, gli studiosi hanno ipotizzato che questo animale si nutrisse di insetti e piccoli invertebrati, di cui frantumava i gusci con i forti denti.